# Desa Ciantra
Desa Ciantra är en administrativ by i Indonesien.   Den ligger i provinsen Jawa Barat, i den västra delen av landet, 30 km sydost om huvudstaden Jakarta.